# Kendall Bateman
Kendall Mikala Bateman (Torrance, 15 giugno 1990) è un'ex pallavolista statunitense.
Giocava nel ruolo di palleggiatrice.

## Carriera
La carriera di Kendall Bateman inizia nel 2000, quando inizia a praticare la pallavolo a livello giovanile nella squadra del Beach Cities Volleyball Club. In seguito gioca anche a livello scolastico, vestendo la maglia della Mira Costa High School: durante questo periodo, inoltre, entra nel giro delle selezioni giovanili statunitensi, vincendo la medaglia d'oro al campionato nordamericano Under-18 2006. Al termine delle scuole superiori, entra a far parte della squadra della University of Southern California, con la quale prende parte alla Division I NCAA dal 2008 al 2011: raggiunge due volte la Final four, uscendo di scena in entrambe le occasioni alle semifinali, ma, ciò nonostante, riceve comunque diversi riconoscimenti individuali.
Dopo un anno di inattività, nella stagione 2013 inizia la carriera professionistica, ingaggiata nella Liga Superior portoricana dalle Indias de Mayagüez: non riesce tuttavia a terminare il campionato, venendo sostituita qualche mese dopo l'inizio della competizione; in seguito non firma più alcun contratto professionistico, chiudendo così la propria carriera.

## Vita privata
È cresciuta in una famiglia di sportivi, infatti, entrambi i genitori hanno praticato sport alla Loyola Marymount University: suo padre il baseball e sua madre la pallacanestro. Ha anche un fratello gemello, Stephen Jr., come lei iscrittosi alla University of Southern California ed una sorella maggiore, Kelsey, iscrittasi invece alla Stanford University. È ufficialmente fidanzata col tennista Steve Johnson.

## Palmarès

### Nazionale (competizioni minori)
- Campionato nordamericano Under-18 2006

### Premi individuali
- 2010 - All-America Second Team
- 2010 - Division I NCAA statunitense: Dayton Regional All-Tournament Team
- 2011 - All-America First Team
- 2011 - Division I NCAA statunitense: Honolulu Regional All-Tournament Team